# Micraeschus elegans
Micraeschus elegans là một loài bướm đêm trong họ Noctuidae.